# Bettendorf (Luxemburgo)
Bettendorf é uma comuna do Luxemburgo, pertence ao distrito de Diekirch e ao cantão de Diekirch.

## Demografia
Dados do censo de 15 de fevereiro de 2001:
- população total: 2.314
  - homens: 1.157
  - mulheres: 1.157
- densidade: 99,57 hab./km²
- distribuição por nacionalidade:

| Nacionalidade  | População | %      |
| -------------- | --------- | ------ |
| luxemburgueses | 1.529     | 66,08% |
| estrangeiros   | 785       | 33,92% |
| - portugueses  | 555       | 23,98% |
| - franceses    | 34        | 1,47%  |
| - italianos    | 40        | 1,73%  |
| - belgas       | 21        | 0,91%  |
| - alemães      | 32        | 1,38%  |
| - iuguslavos   | 40        | 1,73%  |
| - outros       | 63        | 2,72%  |

- Crescimento populacional:

| Ano        | População |
| ---------- | --------- |
| 15/02/2001 | 2.314     |
| 01/01/2002 | 2.300     |
| 01/01/2003 | 2.313     |
| 01/01/2004 | 2.301     |
| 01/01/2005 | 2.384     |